# Kim Ji-eun
Kim Ji-eun (김지은?, 金智恩?, Gim JieunLR, Kim ChiŭnMR; Incheon, 9 ottobre 1993) è un'attrice sudcoreana.

## Biografia
Kim è nata a Incheon il 9 ottobre 1993 e ha studiato Teatro alla Cheongju University. Ha iniziato a lavorare nell'intrattenimento nel 2016 apparendo in una pubblicità per l'energy drink Bacchus-F; contemporaneamente ha fatto audizioni indipendenti, lavorato come membro dello staff e partecipato alle riprese di video musicali per attirare l'attenzione delle agenzie di management. Il suo primo ruolo dopo aver firmato con HB Entertainment è stato nel film del 2019 Long Live the King: Mokpo yeong-ung.
Nel 2021 si è fatta notare per il ruolo di un'agente del NIS nella fiction thriller spionistica Geom-eun tae-yang, in seguito alla quale è stata scritturata per la parte della protagonista femminile nella serie televisiva Again My Life. Nel 2022 ha interpretato un altro ruolo principale nel legal drama One Dollar Lawyer, mentre nel 2023 si è dedicata prevalentemente alla conduzione televisiva, apparendo a Inkigayo, Dongnemeotjip e agli SBS Entertainment Award, durante i quali ha vinto il riconoscimento di miglior presentatrice principiante.
Nel 2024, Kim è tornata a recitare con tre serie: la webserie fantasy thriller Branding in Seongsu-dong, la serie romantica Love Next Door e il period drama Check-in Hanyang.

## Filmografia

### Cinema
- Tattoo (타투?), regia di Lee Seo (2015)
- Ma-yag-wang (마약왕?), regia di Woo Min-ho (2018)
- Geudae ireum-eun Jangmi (그대 이름은 장미?), regia di Jo Suk-hyun (2019)
- Long Live the King: Mokpo yeong-ung (롱 리브 더 킹: 목포 영웅?), regia di Kang Yoon-sung (2019)

### Televisione
- Hoesareul gwanduneun choego-ui sun-gan (회사를 관두는 최고의 순간?) – webserie (2017)
- Chakhan manyeojeon (착한마녀전?) – serie TV (2018)
- Lovely Horribly (러블리 호러블리?) – serie TV (2018)
- Bulg-eun dal pureun hae (붉은 달 푸른 해?) – serie TV (2018-2019)
- Doctor Prisoner (닥터 프리즈너?) – serie TV, episodi 10, 12 (2019)
- Ta-in-eun ji-og-ida (타인은 지옥이다?) – serie TV (2019)
- Nun tteoboni se myeong-ui namjachin-gu (눈 떠보니 세 명의 남자친구?) – webserie (2019)
- Geom-eun tae-yang (검은 태양?) – serie TV (2021)
- Again My Life (어게인 마이 라이프?) – serie TV (2022)
- One Dollar Lawyer (천원짜리 변호사?) – serie TV (2022)
- Oraetdong-an dangsin-eul gidaryeosseumnida (오랫동안 당신을 기다렸습니다?) – serie TV (2023)
- Branding in Seongsu-dong (브랜딩 인 성수동?) – webserie (2024)
- Love Next Door (엄마친구아들?) – serie TV (2024)
- Check-in Hanyang (체크인 한양?) – serie TV (2024-2025)

## Riconoscimenti
- Asia Model Award[17]
  - 2021 – Premio nuova stella per Geom-eun tae-yang
- Korea Drama Award[18]
  - 2023 – Premio all'eccellenza (attrici) per Oraetdong-an dangsin-eul gidaryeosseumnida
- MBC Drama Award[19]
  - 2021 – Premio miglior nuova attrice per Geom-eun tae-yang
- SBS Drama Award[20]
  - 2022 – Premio all'eccellenza, attrice in una miniserie romantica/commedia per One Dollar Lawyer
- SBS Entertainment Award[13]
  - 2023 – Premio principianti per Inkigayo e Dongnemeotjip